# Basilique Saint-Pierre-Fourier de Mattaincourt
La basilique Saint-Pierre-Fourier de Mattaincourt est une basilique mineure catholique du XIXe siècle située à Mattaincourt.

## Histoire
À partir de 1842, la rumeur de la canonisation de Pierre Fourier se répand et, à cette occasion, le curé Charles Hadol, né à Remiremont en 1802, exprime son souhait de voir agrandir l'église où avait officié le futur saint. Il avait pris possession de la cure de Mattaincourt le 1er juillet 1831. L'ancienne église, offrant 240 places, ne pouvait en effet contenir une population de près de 1 100 habitants.
Elle fut alors construite en 1853. C'est l'une des premières manifestations du style néogothique en France.
La basilique (y compris sacristie et presbytère) fait l'objet d'une inscription au titre des monuments historiques depuis le 21 décembre 1984.

## Architecture
La tour-clocher carrée porte une flèche octogonale. À Mattaincourt comme à Épinal, on retrouve un transept à étage de deux travées, exemple rarissime en France, traité de façon identique (balustrade et piliers). La filiation est également sensible au niveau du chevet, avec les tourelles d'escalier placées aux mêmes endroits et les absidioles polygonales couronnées d'une balustrade, ces références inscrivant la basilique de Mattaincourt dans la lignée des édifices du « néogothique archéologique ».

## Mobilier et décor
Devant l'autel, la dalle funéraire de l'ancien tombeau du saint-curé est restée. Jusqu'en 1732, le corps de Pierre Fourier y reposa. Sur la pierre tombale, il est représenté en habit de chœur et bénissant. On remarquera l'ensemble du mobilier en fonte sculptée du XIXe siècle et les très beaux vitraux modernes en dalles de verre (atelier Gabriel Loire, de Chartres). Ils remplacent ceux de 1853, anéantis par la double explosion qui fit sauter le pont du Madon, en 1940 et 1944. Ces vitraux représentent des scènes enchevêtrées de la vie du saint, qui se « lisent » de bas en haut. Sur la gauche du chœur, la chapelle de la Bienheureuse Alix Le Clerc. À droite, la chapelle des reliques de Pierre Fourier. Dans cette dernière, la châsse en bois doré a été offerte par la duchesse régente, Élisabeth-Charlotte d'Orléans, pour la béatification de 1730. Le vitrail de cette chapelle rappelle quelques-uns des monastères de la Congrégation.